# Euchre
Euchre o eucre es un juego de naipes de tipo bazas. Juegan 4 personas en dos equipos con un mazo de 24, 28, o a veces 32,  de baraja francesa. A este juego se debe la creación del naipe joker en los mazos modernos; el mismo fue inventado hacia 1860 para funcionar como un triunfo superior. Se cree que está muy relacionado con el juego francés denominado Écarté, y con el juego del siglo XVII denominado Loo.

## Origen

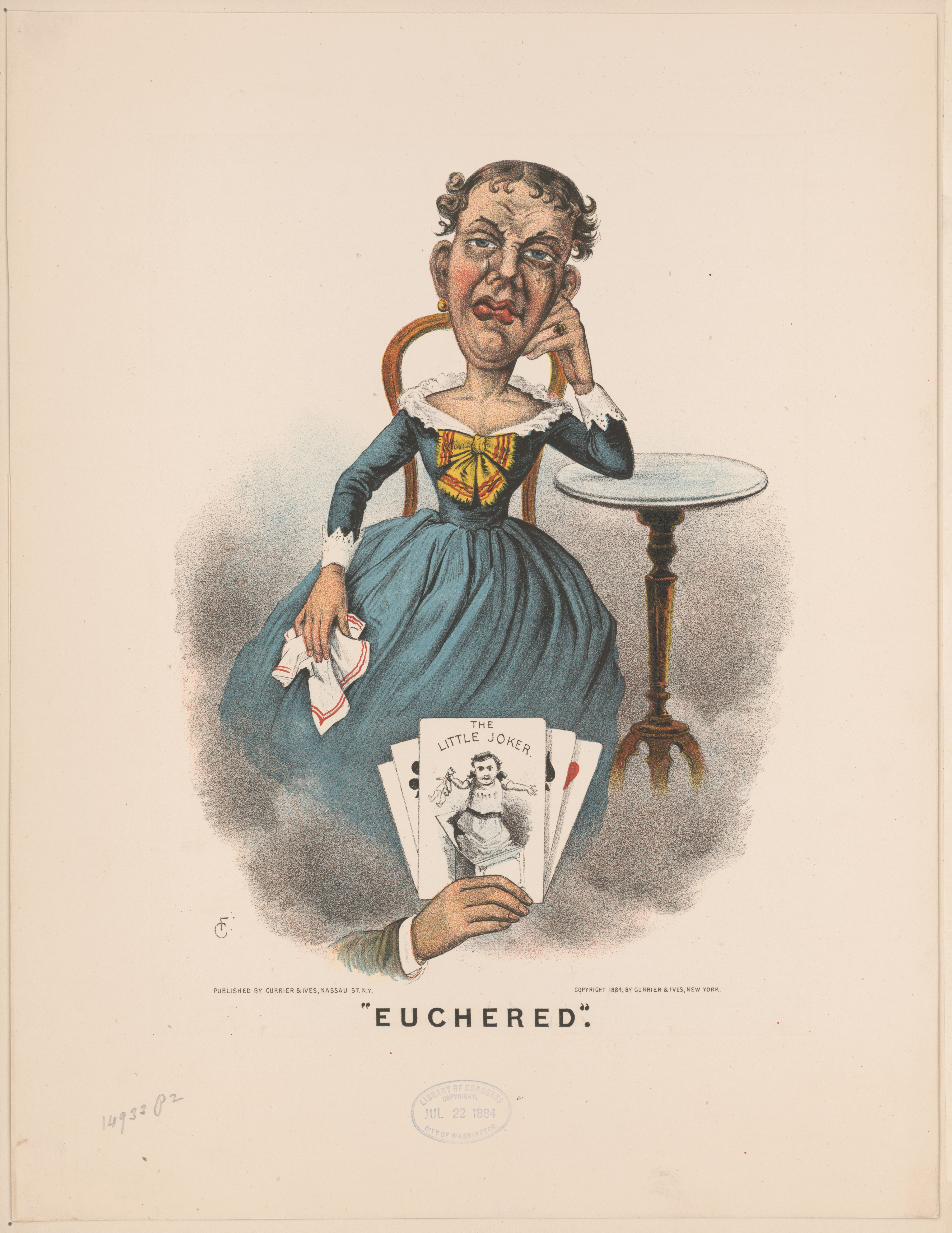
"Euchered"; litografía de 1884 de la Biblioteca del Congreso de Estados Unidos.

Es probable que el euchre fuese llevado a Estados Unidos por los primitivos colonos alemanes de Pensilvania, y que desde allí se diseminara por el resto del país. En el libro American Hoyle, de 1864, se pone en duda este origen alemán, y se sostiene fue creado en Pensilvania en la década de 1820.
Otros sostienen que el juego es un derivado de un juego alsaciano del siglo XVII denominado Juckerspiel, que a su vez es un derivado del Triomphe. Además, el Ombre es considerado una forma ancestral de Euchre.

## Reparto de naipes
Euchre es un juego de naipes tipo bazas de cuatro jugadores organizados en dos equipos. Euchre se juega utilizando un mazo de 24 naipes que son  A, K, Q, J, 10, y 9 de cada uno de los cuatro palos. Por lo general se utiliza un mazo de 52 naipes, quitando los naipes del  2 al 8, o la mitad de un mazo de Pinochle. A veces se utiliza un mazo de piquet o skat de 32 cartas, que incluyen los 8s y 7s.
Se le dan cinco cartas  a cada jugador (o siete si se juega con 32 naipes) en sentido horario en dos vueltas.  A veces el repartidor ofrece al jugador a su derecha que "corte". En algunas variantes el corte debe ser pedido.
Los cuatro naipes que sobran son denominados el kitty (en español caja) y se los coloca boca abajo enfrente del repartidor.  Se da vuelta el naipe en la parte superior del kitty y comienza el remate. El repartidor le pregunta a cada jugador a su turno si les gustaría que el palo del naipe en el kitty sea el triunfo, a lo cual contestan bien "recógelo" o "paso".  Si le llega el turno de elegir al repartidor, el repartidor puede recoger el naipe o darlo vuelta.  Si el repartidor escoge el naipe superior (sea porque se le ordena que lo recoja o porque elige levantarlo), el naipe superior pasa a ser parte de la mano del repartidor, quien luego se descarta de un naipe en el kitty de forma de quedarse con cinco naipes en su mano. Si nadie elige que el repartidor recoja el naipe superior y el repartidor tampoco decide levantarlo, se le da a cada jugador una oportunidad, por orden, de designar un palo distinto como triunfo.  Si no se elige un triunfo, se declara nulo el reparto y el próximo repartidor es la persona ubicada en sentido horario al lado del repartidor anterior.
Cuando un palo es designado triunfo, el Jack del palo del mismo color que el triunfo se convierte en un miembro poderoso de este triunfo.  Entonces toda carta de este palo (expandido) posee un valor superior a toda carta de un palo que no es el triunfo.  La carta de mayor valor en el euchre es el Jack del palo triunfo (denominado "The Right Bower" o "Derecha") y luego le sigue el otro Jack del mismo color, (denominado "The Left Bower" o "Izquierda"). Por su importancia en sentido descendente los naipes son, J (del palo del triunfo), J (del mismo color que el palo triunfo), A, K, Q, 10, y 9 del palo del triunfo.
El orden de valor del resto de los naipes es el normal (los Jacks de los otros colores no tienen ninguna característica especial) y los naipes de esos palos de mayor a menor son A, K, Q, J, 10, y 9.

## Juego

### Desarrollo
Al designar un triunfo, un jugador expresa mediante dicha decisión que su equipo pretende ganar la mayoría de las bazas de esa mano.  Se anotan un punto si cumplen con su promesa, y dos puntos si el equipo que declaró el triunfo gana las cinco bazas (denominado una 'marcha').  En caso de que el equipo que prometió ganar no logre ganar por lo menos tres bazas se dice que fueron euchred y se los penaliza anotando al equipo contrario dos puntos.
Un jugador con una muy buena mano puede decidir ir solo, en cuyo caso tratara de ganar la marcha sin su compañero. El compañero de una persona que juega solo no juega, y si el que se comprometió consigue logar la marcha, el equipo ganador se anota 4 puntos. Si solo se ganan tres o cuatro bazas mientras se juega solo, entonces solo se anota un punto. Si se es euchred en caso de que se juegue solo, el equipo contrario se anota la penalidad antedicha de dos puntos.
Es importante recordar que en el euchre nunca se le exige al jugador que juegue un naipe del palo del triunfo (a menos que ese sea el palo con que se abrió esa vuelta), pero sí está obligado de jugar la del palo que abrió esa vuelta, si es que tiene naipes con ese palo:  si los diamantes abrieron, un jugador que tiene algún naipe con diamantes está obligado a jugar diamantes.

## Designación del triunfo
Una vez que se reparten los naipes y se da vuelta el naipe de la caja, el palo de dicho naipe es ofrecido como triunfo a los distintos jugadores en sentido horario comenzando por el jugador ubicado a la izquierda del repartidor. No le esta permitido discutir a los miembros de un equipo sus preferencias en cuanto al palo del triunfo.  Si uno de los jugadores desea que el palo propuesto sea designado triunfo, ordena levantar el naipe y el repartidor agrega el naipe a su mano. Por lo general no es conveniente para el equipo del repartidor elegir triunfo de esta forma, ya que repartidor se ve obligado a sumar un naipe triunfo.  El repartidor deben entonces descartar un naipe boca abajo de forma que vuelva a tener cinco naipes en la mano.  Este descarte es una decisión táctica importante, ya que el repartidor puede crear un "vacío" o "escasez de palo" en sus manos, donde no posean naipes de un palo en especial. Que les permitiera jugar un naipe de triunfo en vez de ser forzados a seguir el palo vaciado cuando es impuesto al comienzo de cada vuelta (véase sección sobre bazas para ganar y "doble palo" en la sección de Terminología).  Si el jugador opta por pasar, le toca al jugador a su izquierda hasta que o bien un jugador ordena se recoja el naipe o todos los jugadores han pasado.
Si todos los jugadores pasan, el naipe superior es dado vuelta boca abajo y ese palo ya no puede ser elegido como triunfo. La selección del triunfo continúa en sentido horario comenzando con el jugador a la izquierda del repartidor donde el jugador puede designar un palo diferente del sugerido por el naipe que estuvo previamente expuesto, o puede pasar. No se ordena levantar ningún naipe en esta vuelta. Si todos los jugadores pasan nuevamente, se declara reparto falso. El jugador a la izquierda del repartidor anterior pasa a ser el nuevo repartidor, quien mezcla las cartas y reparte una nueva mano. (A a veces se juega con una variante denominada "condenar" al repartidor, en cuyo caso el repartidor es forzado a designar un triunfo.)
El equipo que seleccionó el triunfo es denominado los makers (los realizadores) por el resto de la mano, y al otro equipo se le denomina los defenders (los defensores). Los realizadores deben por lo menos ganar tres de las cinco bazas de la mano para evitar ser  euchred.

### Bazas para ganar
El jugador ubicado a la izquierda del repartidor comienza a jugar descartando una carta del palo que le plazca.  El jugador puede liderar arrojando un triunfo. El juego continúa en dirección horaria; si tienen de ese palo cada jugador está obligado una carta del palo con el que abrió la ronda el líder. El left Bower es considerado un miembro del palo de triunfo y no un miembro del palo que consta en el naipe.
El jugador que lanzó el naipe más alto del palo que lidera gana la baza, a menos de que se hayan jugado triunfos, en cuyo caso el mayor naipe de triunfo gana la baza. Los jugadores que no han jugado un naipe del palo del líder o un triunfo no pueden ganar la baza. El jugador que gana la baza recoge los naipes jugados de la mesa, pone los naipes boca abajo, y lidera la próxima baza.
Luego que se han jugado las cinco bazas, se computan los puntajes. El jugador a la izquierda del anterior repartidor es el repartidor para la mano siguiente, y la banca se desplaza en forma horaria en torno a la mesa hasta que uno de los equipos alcanza un total de 10 puntos y gana el partido.